# Órbita de captura
Uma órbita de captura é uma órbita de escape reversa. É uma órbita parabólica com um caso especial que é uma linha reta em direção ao centro do corpo central. Se ela interceptar o corpo central ou sua atmosfera o objeto irá chocar-se com o corpo central ou haverá uma reentrada atmosférica. Caso contrário a órbita prossegue como órbita de escape.
Tanto a órbita de captura quanto a de escape são conhecidas como "órbitas C3 = 0".
Para velocidades de captura, veja a tabela em velocidade de escape.

## Posição em função do tempo
Encontrar a posição em funçao do tempo corresponde à solucionar uma equação diferencial. No caso teórico de uma queda em um corpo central em uma trajetória reta, existe outra expressão simples para a solução:
{\displaystyle r=(4.5\mu t^{2})^{1/3}\!\,}
onde
- {\displaystyle \mu \!\,} é o parâmetro gravitacional padrão
- {\displaystyle t=0\!\,} corresponde à extrapolação do tempo da chegada fictícia ao centro do corpo central; ou t é negativo, ou t é o tempo que falta para a chegada, em contagem decrescente.

Para fazer a contagem regressiva do impacto à superfície, aplique um deslocamento temporal. Para a Terra (e qualquer outro corpo de simetria esférica com a mesma densidade média) como corpo central este deslocamento no tempo é de 6 minutos e 20 segundos; sete períodos antes a altura sobre a superfície será de três vezes o raio, etc.
Compare com o tempo de queda livre.